# Berßel
Berßel ist ein Ortsteil der Stadt Osterwieck im Landkreis Harz in Sachsen-Anhalt.

## Geografie
Der Ort liegt im nördlichen Harzvorland an der Ilse, südöstlich von Osterwieck.

### Klima
Der Jahresniederschlag liegt bei 584 mm und ist damit vergleichsweise niedrig, da er in das untere Viertel der in Deutschland erfassten Werte fällt. An 18 % der Messstationen des Deutschen Wetterdienstes werden niedrigere Werte registriert. Der trockenste Monat ist der Februar, die meisten Niederschläge fallen im Juni. Im Juni fallen 2,4 mal mehr Niederschläge als im Februar. Die Niederschläge variieren stark. An 74 % der Messstationen werden niedrigere jahreszeitliche Schwankungen registriert.

## Geschichte
Berßel gehörte bis 1648 zum Bistum Halberstadt und gelangte dann an das Fürstentum Halberstadt. Im Ort befand sich ein Rittergut, das von 1398 bis 1832 der Familie von Rössing gehörte und bis 1848 Sitz eines Patrimonialgerichts war, dem der Ort unterstand. 1815 gelangte Berßel an den Regierungsbezirk Magdeburg der preußischen Provinz Sachsen.
Am 30. September 1928 wurde der Gutsbezirk Berßel mit der Landgemeinde Berßel vereinigt.
Am 1. Januar 2010 schlossen sich die bis dahin selbstständigen Gemeinden Berßel, Aue-Fallstein, Bühne, Lüttgenrode, Rhoden, Schauen und Wülperode mit der Stadt Osterwieck zur neuen Stadt Osterwieck zusammen.

## Wappen
Blasonierung: „Gespalten von Grün und Silber mit Schildfuß in verwechselten Farben; vorn ein silberner Turm mit schwarz konturiertem Spitzdach und zwei pfahlweise gestellten, viereckigen schwarzen Fensteröffnungen; hinten ein aufgerichteter, rot bewehrter gezungter Bär.“
Die Farben der Gemeinde sind Grün – Silber (Weiß).

## Sehenswürdigkeiten

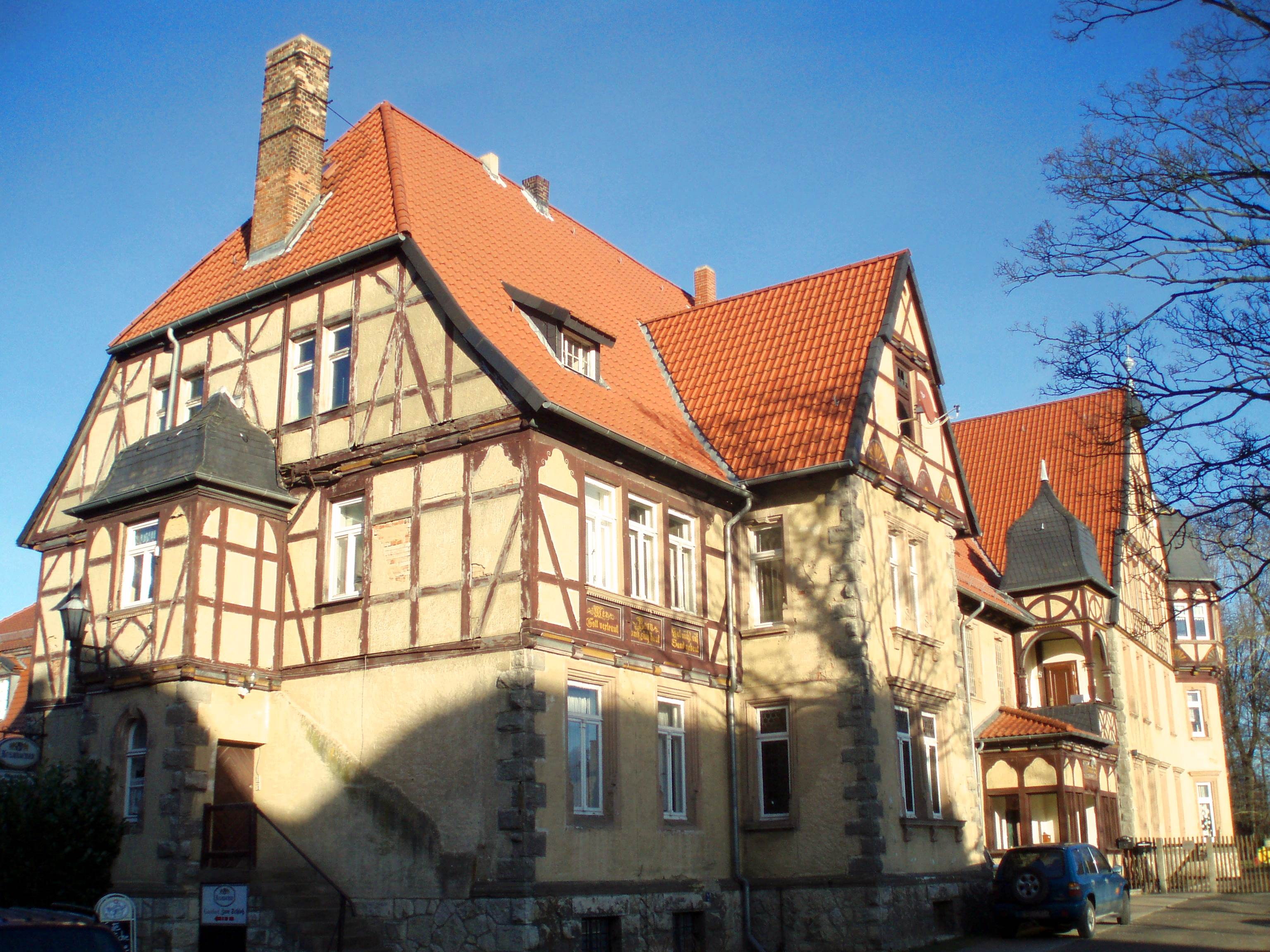
Rittergut Berßel

- Rittergut, bis 1945 im Besitz der Familie von Gustedt

## Persönlichkeiten
- Ernst von Gustedt (1845–1924), Generallandschaftsdirektor der preußischen Provinz Sachsen, starb hier
- Franz von Branconi (1857–1914), preußischer Generalmajor, hier geboren
- Julius Meyer (1876–1960), Chemiker und Hochschullehrer, hier geboren
- Bernd Hoefer (1905–?), Politiker (NSDAP), landwirtschaftlicher Inspektor in Berßel

## Verkehr
Der öffentliche Personennahverkehr wird unter anderem durch den PlusBus des Bahn-Bus-Landesnetz Sachsen-Anhalt erbracht. Folgende Verbindung, betrieben von der Harzer Verkehrsbetriebe, führt durch Berßel:
- Linie 210: Halberstadt ↔ Athenstedt ↔ Dardesheim ↔ Berßel ↔ Osterwieck ↔ Vienenburg

Durch den Ort führen die Verbindungsstraßen Osterwieck-Zilly und Deersheim-Wasserleben, die sich dort kreuzen. Ferner führt eine Straße nach Schauen.